# Le Grand-Saconnex
Le Grand-Saconnex is een gemeente en plaats in het Zwitserse kanton Genève.
Le Grand-Saconnex telt 12.378 inwoners (2020).

## Geboren
- Jeanne Lombard (1865-1945), kunstschilder
- Bruno Boscardin (1970), wielrenner